# Mario Grech
Mario Grech (Qala, 20 de fevereiro de 1957) é um prelado da Igreja Católica maltês, atual secretário do Sínodo dos Bispos.

## Biografia

### Treinamento
Mario Grech nasceu em 20 de fevereiro de 1957 em Qala, ilha e região de Gozo, perto de Malta; ele foi batizado no mesmo dia na igreja paroquial de San Giuseppe. Filho de Stella Attard e George Grech, a família logo se mudou para a aldeia vizinha de Kerċem; aqui o jovem começou a frequentar a Escola das Freiras Carmelitas e mais tarde a escola primária. Depois de terminar os estudos na escola secundária de Victoria, sentindo amadurecer sua vocação para o sacerdócio, em 1977 frequentou o curso de filosofia e depois o curso de teologia no Sacred Heart Seminary de Gozo.

### Ministério sacerdotal

#### Em Roma
Recebeu a ordenação sacerdotal em 26 de maio de 1984, na Catedral da Assunção da Virgem Maria, por imposição das mãos de Monsenhor Nikol Joseph Cauchi, bispo de Gozo; foi incardinado como sacerdote da mesma diocese. Pouco depois, o Padre Mario foi enviado a Roma, onde obteve a licenciatura em utroque iure na Pontifícia Universidade Lateranense; mais tarde, também obteve o doutorado em direito canônico na Pontifícia Universidade São Tomás de Aquino com a tese "Harmonização das dimensões religiosa e civil dos casamentos canônicos em Malta". Durante os seus estudos na cidade desempenhou funções pastorais na Igreja da Assunção de Maria, tendo trabalhado como perito em direito canônico no Vicariato e no Tribunal da Rota Romana.

#### Sacerdócio em Malta
De volta a Gozo, em 1988 foi nomeado professor de direito canônico no seminário diocesano e foi designado para vários cargos pastorais na Cúria diocesana, onde foi responsável pelas relações públicas por vários anos. Posteriormente, em 1993, foi nomeado vigário judicial do Tribunal Eclesiástico de Gozo e, ao mesmo tempo, juiz do Tribunal Eclesiástico de Malta. Foi também membro do Colégio de Consultores e Comissões Diocesanas de Teologia, Família e Comunicações Sociais, desenvolvendo a sua actividade pastoral na Catedral de Gozo, em Victoria, no Santuário de Ta 'Pinu, na paróquia de Kerċem e na paróquia de San Lorenzo.
Ele também esteve envolvido como juiz investigador nos processos de beatificação das Servas de Deus Margarida do Sagrado Coração de Jesus, fundadora das Irmãs Franciscanas do Coração de Jesus, e Joseph De Piro, fundador da Sociedade Missionária de São Paulo. Em nível diocesano, foi também um dos fundadores da Rádio RTK e do Lumen Christi Media Center; ele também ajudou o grupo de leigos consagrados Anawim. Finalmente, em 13 de novembro de 2004, ele concordou em assumir a direção da paróquia de Nossa Senhora da Ajuda e de San Gregorio em Kerċem.

### Ministério episcopal

#### Bispo de Gozo
Em 25 de novembro de 2005, o Papa Bento XVI nomeou-o bispo de Gozo ; ele sucedeu ao Monsenhor Nikol Joseph Cauchi, que renunciou devido ao limite de idade. Recebeu a consagração episcopal no dia 22 de janeiro de 2006, na Catedral de Gozo, pela imposição das mãos de Dom Cauchi, ordinário emérito, coadjuvado pelos co-consagradores Dom Joseph Mercieca, arcebispo metropolitano de Malta, e Félix del Blanco Prieto, arcebispo titular de Vannida e núncio apostólico em Malta; a cadeira foi assumida durante a mesma cerimônia. Como lema episcopal, D. Grech escolheu In fractione panis (Lc 24,35), que se refere ao episódio da Ceia de Emaús, em que os discípulos reconheceram Jesus pela maneira como ele partiu o pão.
Em outubro de 2006, o Conselho Local de Kerċem concedeu-lhe o Prêmio Ġieħ Kercem. Entre 2008 e 2009 lançou a missão diocesana, realizando várias visitas pastorais nas comunidades maltesas em todo o mundo: Estados Unidos da América de 23 a 31 de maio de 2006; Albânia de 22 a 25 de setembro de 2006; novamente EUA e Canadá de 22 de abril a 5 de maio de 2008; Brasil de 13 de setembro a 1 de outubro de 2009; Austrália em 2011; Peru de 13 a 22 de novembro de 2018.
Durante o seu ministério na Diocese de Gozo, várias iniciativas e comissões foram estabelecidas, incluindo a Clínica de Terapia Familiar (2011), a Comissão para a Proteção de Crianças e Adultos Vulneráveis de Gozo (2017), o Centro de Artes Litúrgicas Eikon (2017), um albergue para estudantes gozitanos que estudam em Malta (2018), e o Instituto de Treinamento Pastoral (2019) entre outros. Monsenhor Grech também liderou a reforma do Tribunal Eclesiástico de Gozo. Além disso, iniciou o processo diocesano de beatificação e canonização de Dun Mikiel Attard em 2014 e do irmão agostiniano gozitano Grazzja Gauci em 2019. Em 2013, ele aprovou a primeira constituição da Comunidade Anawim. De 2018 a 2019, declarou o Ano Mariano da Diocese. Ele publicou 20 cartas pastorais como bispo de Gozo, 34 cartas pastorais com os bispos de Malta e fez centenas de homilias.
De 2008 a 2012 foi representante da Conferência Episcopal de Malta (CEM) junto da Comissão das Conferências Episcopais das Comunidades Europeias (COMECE), sendo chamado a exercer esta função também em 2017; também desde 2008 é também o representante do CEM na assembleia geral anual da Conferência Episcopal Italiana (CEI).
De 17 a 18 de abril de 2010, ele deu as boas-vindas ao Papa Bento XVI durante sua viagem apostólica a Malta por ocasião do 1950º aniversário do naufrágio de São Paulo . Em 2011, ele se juntou aos bispos malteses para aconselhar os católicos a votarem negativamente no referendo de 28 de maio para a legalização do divórcio . Em 28 de maio de 2012, junto com os demais membros do episcopado maltês, fez uma visita ad limina apostolorum ao Vaticano, discutindo com o Papa a situação e os problemas relativos à sua área pastoral .. De 7 a 28 de outubro do mesmo ano, participou na XIII Assembleia Geral Ordinária do Sínodo dos Bispos, na Cidade do Vaticano, com o tema A nova evangelização para a transmissão da fé cristã.
Em 20 de agosto de 2013 foi eleito presidente da Conferência Episcopal de Malta, com efeitos a partir de setembro seguinte, participando nas assembleias plenárias do Conselho das Conferências dos Bispos da Europa (CCEE) em Bratislava (2013), Roma (2014) e em Terra Santa (2015); cumpriu esta missão por um período de 3 anos, até 20 de agosto de 2016. Em 18 de junho de 2017, o Papa Francisco enviou uma mensagem de vídeo dirigida aos peregrinos e ao bispo de Gozo por ocasião da inauguração de três mosaicos no Santuário de Ta 'Pinu .

#### Sínodo de 2014
Em 27 de janeiro de 2014, no Ministério das Relações Exteriores de Malta, esteve entre os signatários da parte eclesiástica do Terceiro Protocolo Adicional do Acordo entre a Santa Sé e a República de Malta sobre o reconhecimento dos efeitos civis nos casamentos canônicos e as decisões das Autoridades e tribunais eclesiásticos relativos aos mesmos casamentos . Participou da III Assembleia Geral Extraordinária do Sínodo dos Bispos (5-19 de outubro de 2014), com o tema Os desafios pastorais da família no contexto da evangelização . Durante uma alocução no Sínodo de 8 de outubro de 2014, afirmou que "a doutrina da fé pode aprofundar-se progressivamente" e que se dirige a pessoas em relações familiares complexas, ou homossexuais ou pais de homossexuais, "é necessário aprendam a falar aquela língua que é conhecida pelo homem contemporâneo e que a reconhece como meio de transmissão da verdade e da caridade do Evangelho ”.
O Papa Francisco elogiou muito seu discurso, por isso também foi especulado que Mons. Grech poderia ser o favorito para suceder o dominicano Paul Cremona, que renunciou em 18 de outubro daquele ano ao governo da Sé Metropolitana de Malta ; no entanto, em 27 de fevereiro de 2015, Charles Scicluna foi nomeado o novo arcebispo. Segundo Malta Today, uma carta dos padres da diocese de Gozo, dirigida ao cardeal Reinhard Marx, teria custado a nomeação. Na carta, ele é descrito como "bruto", com "um apego manifesto aos bens materiais" e que administra mal sua diocese (particularmente no trato com o caso de um padre acusado de pedofilia), terminando com a declaração de que ele é " totalmente inadequado "para se tornar arcebispo . Em outra entrevista, Grech refutou vigorosamente essas alegações, lembrando também sua forte oposição ao aborto ..

#### Sínodo de 2015
Participou também da XIV Assembleia Geral Ordinária do Sínodo dos Bispos (4 a 25 de outubro de 2015), com o tema A vocação e missão da família na Igreja e no mundo contemporâneo . Junto com Monsenhor Charles Scicluna, Arcebispo Metropolitano de Malta, ele foi coautor das orientações pastorais dos bispos malteses da exortação apostólica Amoris laetitia, publicada em 19 de março de 2016, afirmando que em alguns casos um católico divorciado e recasado pode acessar a Comunhão após "o julgamento honesto"; posteriormente, essas linhas também foram publicadas no L'Osservatore Romano 

#### Secretário Geral do Sínodo dos Bispos
Em 2 de outubro de 2019, o Papa Francisco o nomeou pró-secretário geral do Sínodo dos Bispos; ao mesmo tempo, deixou também a direção da diocese de Gozo, tornando-se seu administrador apostólico até a nomeação de Anthony Teuma, em 17 de junho de 2020. A este respeito, o secretário geral, cardeal Lorenzo Baldisseri, declarou que “O Pró-secretário geral, em assumir o cargo caminhará ao lado do Secretário-Geral para conhecer diretamente a instituição e seus componentes, e adquirir consciência dos processos e questões de competência ”. Grech “exercerá a sua função de pró-secretário-geral até ao final do mandato do secretário-geral, para assumir o seu cargo” . A nomeação aconteceu poucos dias antes da Assembleia Especial para a Região Pan-Amazônica do Sínodo dos Bispos (6-27 de outubro de 2019) com o tema Amazônia: novos caminhos para a Igreja e para uma ecologia integral. Foi um dos cinco padres sinodais que integraram a comissão de quinze pessoas para a redação do documento final do Sínodo Pan-Amazônico . No final do Sínodo, entrevistado sobre o assunto, declarou que o considerava uma experiência muito útil tanto para as realidades eclesiais em questão, como "para nós, que imaginamos que estamos no centro!". Definiu o seu novo posto como "apelo missionário", importante encruzilhada e instrumento de evangelização, reconhecendo, no entanto, um certo dualismo entre o Sínodo que se realizou internamente e aquele concebido externamente pelos meios de comunicação. Afirmou também a importância do papel das mulheres na Igreja, leigas e religiosas, na evangelização e na pastoral, e em geral para uma maior participação dos fiéis, povo de Deus .
Após a eclosão da Pandemia COVID-19 de 2019-2020, em março de 2020 ele escreveu uma carta aos padres malteses, exortando-os a rezar porque "mesmo que reine o silêncio em nossas igrejas, isso não significa que a Igreja permanecerá em silêncio"; apesar de ser um momento triste, exortou-os a aproveitá-la para viver com maior devoção, sem se deixar amedrontar e colocar-se a serviço dos mais vulneráveis e das famílias que sofrem a perda dos seus entes queridos . Num discurso subsequente, comentou que a pandemia “abalou os alicerces que julgávamos inabaláveis”, impossibilitando o regresso aos modelos pastorais anteriores; Prosseguiu, dizendo que o isolamento e o sofrimento eram uma oportunidade para se aproximar da realidade originária da domus ecclesiae. Em suas últimas palavras, declarou que "a contribuição que a Igreja pode, ou melhor, deve dar a esta sociedade é o anúncio de Jesus Cristo, a alegria do Evangelho" e insistiu no "dom da sinodalidade como estilo de vida eclesial" 
Em 4 de julho de 2020 foi nomeado membro do Pontifício Conselho para a Promoção da Unidade dos Cristãos, por um período renovável de cinco anos . No dia 15 de setembro seguinte, o Papa Francisco o nomeou o novo secretário geral do Sínodo dos Bispos; ao mesmo tempo, ele aceitou a renúncia do cardeal Baldisseri, que se tornou octogenário duas semanas depois . No dia seguinte, 27 de agosto, às 18h30, foi celebrada uma missa de agradecimento na igreja paroquial de Xeuchia por seu serviço como bispo de Gozo.

### Cardeal
Em 25 de outubro de 2020, durante o Angelus, o Papa Francisco anunciou sua criação como cardeal no consistório de 28 de novembro seguinte; com sessenta e três anos, ele é o terceiro maltês a receber a púrpura do cardeal, depois de Fabrizio Sceberras Testaferrata (1757-1843) e Prosper Grech, O.S.A. (1925-2019). Recebeu o anel cardinalício, o barrete vermelho e o título de cardeal-diácono de Santos Cosme e Damião.
Em 1 de junho de 2022, o Papa Francisco o nomeou como membro da Congregação para o Culto Divino e Disciplina dos Sacramentos.

## Posições morais, sociais e políticas

### Homossexualidade
Entrevistado em dezembro de 2018, ele disse que aprecia as discussões com ateus que aguçaram suas crenças e preferiram o diálogo. Quando questionado sobre questões familiares e sexuais, ele disse :
“Se alguém vier até mim pedindo ajuda para descobrir Jesus Cristo ... eles podem ser homossexuais e até mesmo estar em um relacionamento homossexual. Isso não importa. Não vou atrapalhar essa pessoa; pelo contrário, eu a ajudaria. A última coisa que eu faria é me posicionar contra aquela pessoa ... Antes se dizia: "primeiro ponha sua vida em ordem e depois começaremos a caminhada em direção a Deus". Hoje, pelo contrário, diríamos: "Aproximemo-nos de Jesus Cristo ... e Cristo nos ajudará a colocar a nossa vida em ordem" ... "Preto" e "branco" ainda existem; mas a área cinzenta intermediária cresceu. É nas áreas cinzentas que devemos procurar. Por isso disse que não confio naqueles padres, ou cristãos, que sentem que já sabem todas as respostas. Ninguém pode fazer essa afirmação. Todos nós temos que continuar procurando. "

### Recepção de migrantes
Embora Gozo seja uma pequena ilha, com apenas 32.000 habitantes, mas com uma das maiores taxas de sacerdotes, a posição geográfica da diocese, perto da costa do Norte da África, levou Mons. Grech intervém várias vezes sobre a questão dos migrantes . Seguindo a história do resgate de 49 migrantes pelo Sea-Watch e pelo Sea-Eye, em busca de um porto para desembarcar, ele criticou a exploração do incidente e o falso populismo galopante hoje . Falando da defesa dos mais fracos, durante a mesma entrevista Grech afirmou que, apesar da celebração do 70º aniversário da Declaração Universal dos Direitos do Homem, em muitos casos a sociedade continua insensível à defesa dos direitos fundamentais da pessoa e da questão dos migrantes, no sua complexidade, "deve ser seguida e tratada com grande calma, com grande prudência, mas também com grande responsabilidade. Não podemos banir a vida humana" .
Entrevistado por uma rádio local, disse ser contra os malteses que usam a fé cristã para justificar ideologias que são contra o acolhimento de migrantes porque "estão a manipular a sua religião". A este respeito, também foi dito que ele ficou "ferido" ao ver o rosário exibido pelo vice-premier italiano Matteo Salvini . Ele continuou afirmando o envelhecimento geral da Europa e referindo-se às palavras do Papa Francisco sobre o empobrecimento dos valores da fé. Terminou com um convite “a abrir as portas a estas pessoas” e com um apelo aos dirigentes políticos .

## Heráldica
| Brasão | Descrição |
| ------ | --- |
|        | O escudo em si é composto de três seções horizontais. a) A seção superior combina os nomes Grech e Attard. O brasão de Grech ocupa o lado direito da cabeça, enquanto o que lembra a família original da mãe fica à esquerda. Esta primeira secção constitui a carta da identidade humana e social do bispo, e isso não deixa de ter relevância teológica: o bispo é, de facto, escolhido entre os homens, nasce e é criado numa família comum como as famílias comuns que juntas formam a sociedade. em que vivemos, têm personalidade e história cultural próprias, são uma presença que pertence à sociedade e se confunde com a nossa realidade humana. b) A segunda seção continua anunciando a identidade deste sacerdote que foi eleito bispo de Gozo dando a visão teológica que doravante, com maior ênfase, ele quis dar à sua presença entre nós. É uma visão eucarística, conforme ilustrada por uma composição simbólica inspirada no evento evangélico da multiplicação dos pães e dos peixes. O bispo, no ensino dos "Padres" da Igreja, incluindo Santo Inácio de Antioquia, preside a Eucaristia e torna-se Eucaristia em Cristo e com ele. c) A terceira seção do escudo é constituída pelos símbolos do território canônico presidido pelo bispo, o território da ilha de Gozo. Cada bispo é enviado entre os homens da terra para procurá-los como um pescador à procura de peixes no mar e trabalhar entre eles como um pastor que guia e apascenta seu rebanho, e reúne os discípulos ao seu redor de acordo com o esquema da Igreja de Jerusalém, na oração, no ensino dos apóstolos e no partir do pão. O brasão termina com o lema escolhido pelo bispo como tema inspirador do seu episcopado: In fractione panis. Este lema esclarece melhor a visão pastoral que o bispo quer dar ao seu ministério episcopal. Este lema expressa o desejo do bispo que, com o mais profundo fundamento teológico, quer ser um pastor que se sacrifica e se dá como pão ao seu rebanho. O lema é retirado da Ceia de Emaús (Lc 24,35) e a sua forma literária transmite o dinamismo da ação do bispo na comunidade e junto com a comunidade da Igreja: ao partir o pão nos encontramos em Cristo ... doando-nos a Deus para os outros. Isso acontece em uma peregrinação reunida com seu bispo que preside a Eucaristia e é então o primeiro a receber o pão partido e distribuído. Aqui está a dimensão da oblação no sentido não só sacramental, mas também social da solidariedade no amor, da caritas. Este lema é essencialmente bíblico e combina bem com o símbolo cristão primitivo da Eucaristia no coração do escudo episcopal. O lema, portanto, continua a enfatizar a união da diocese de Gozo com a Igreja do tempo dos apóstolos e com a visão da Igreja do terceiro milênio cristão. O escudo episcopal de Mons. Grech, de fato, tem a função de identificação pessoal e jurisdição eclesial, mas sobretudo de ilustrar uma visão pastoral. |